# Брабазон, Шамбре, 5-й граф Мит
Шамбре Брабазон, 5-й граф Мит (англ. Chambré Brabazon, 5th Earl of Meath; ок. 1645 — 1 апреля 1715) — ирландский дворянин и политик. Он был известен как Достопочтенный Шамбре Брабазон с 1652 по 1707 год.

## Происхождение и образование
Родился около 1645 года. Младший сын Эдварда Брабазона, 2-го графа Мита (ок. 1610—1675), и Мэри Шамбре (? — 1685), дочери депутата Калкота Шамбре и его первой жены Мэри Вильерс. Он получил образование в Тринити-колледже Дублинского университета.
Капитан конного отряда в Ирландии и казначей Ирландии (1675). С 1692 по 1695 год — член Палаты общин Ирландии от графства Дублин.
22 февраля 1707 года после смерти своего бездетного старшего брата, Эдварда Брабазона, 4-го графа Мита (ок. 1638—1707), Шамбре Брабазон унаследовал титулы 5-го графа Мита (Пэрство Ирландии) и 6-го барона Арди в графстве Лаут (Пэрство Ирландии). 8 августа 1709 года он занял своё место в Палате лордов Ирландии.
Хранитель рукописей (Custos Rotulorum) графства Дублин (1709) и член Тайного совета Ирландии (1710).

## Семья
В 1682 году Шамбре Брабазон женился на Джулиане Чауорт (ок. 1655 — 12 ноября 1692), единственной дочери Патрика Чауорта, 3-го виконта Чауорта (1635—1693), и Грейс Мэннерс, дочери Джона Мэннерса, 8-го графа Ратленда. У супругов было семеро детей:
- Леди Мэри Брабазон (1683—1738), похоронена в церкви Святой Марии в Ноттингеме.
- Леди Джулиана Брабазон (1684—1692)
- Леди Катарина Брабазон (1686—1742), она вышла замуж за Томаса Хэллоуза из Болсовера
- Чауорт Брабазон, 6-й граф Мит (1687 — 14 мая 1763), старший сын и преемник отца.
- Леди Фрэнсис Брабазон (1688 — 4 ноября 1751), она вышла замуж за генерал-майора Достопочтенного Генри Понсонби (1685—1745).
- Достопочтенный Шамбре Брабазон (? — 1691)
- Эдвард Брабазон, 7-й граф Мит (24 ноября 1691 — 24 ноября 1772).

Лорд Мит скончался в Ноттингеме и был похоронен в церкви Святой Марии в Ноттингеме 2 апреля 1715 года.